# Corus nyassanus
Corus nyassanus är en skalbaggsart som beskrevs av Stefan von Breuning 1938. Corus nyassanus ingår i släktet Corus och familjen långhorningar.
Artens utbredningsområde är Malawi. Inga underarter finns listade i Catalogue of Life.